# 北面 (品牌)
是一家美国的户外运动产品公司，生产服装、鞋类和户外设备。该公司总部位于加利福尼亚州的阿拉米达，与其兄弟公司JanSport的总部位于同一地点。

## 历史
北面成立于1966年，最初是旧金山的一家攀岩器材零售店，由道格拉斯·汤普金斯和他的妻子苏西·汤普金斯创办。在北半球，高峰的北面因缺少阳光而常年被冰雪覆盖从而难以攀爬，公司取名“北面”即为挑战极限。公司于两年后被肯尼斯·克洛普（Kenneth "Hap" Klopp）收购。2000年，北面被威富公司以2540万美元收购，北面成为后者的全资子公司。

## 争议
2008年12月，北面向美国密苏里东区联邦地区法院提起诉讼，起诉The South Butt、其创始人小詹姆斯·A·温克尔曼（James a . Winkelmann Jr.）以及一家负责该公司营销策划的公司。在诉讼中，北面控訴侵犯其商标权，并寻求禁令救济。法院下令调解后，双方于2010年4月1日达成非公开和解协议。然而，2012年10月，温克尔曼在法庭上承认，他和他的父亲违反了与北面的和解协议，同意支付6.5万美元，如果遵守协议，每月将减少1000美元的和解金。
2019年5月，The North Face巴西分部的行銷專員李奧·伯內特·泰勒·邁德透露他們將維基百科中的熱門戶外景點照片偷偷替換成帶有The North Face產品的照片，試圖讓這些產品在搜尋引擎中更為突出。經媒體廣泛報導，以及維基媒體基金會發出批判之下，The North Face對此行為予以致歉，而這些的編輯動作也被回退。

## 时尚
到1997年，北面服装的购买者已从滑雪、登山和其他户外活动的爱好者，扩展到了纽约的饒舌歌手，但后者只占公司业务的一小部分。
现在，北面的服装成为了一种身份的象征，导致穿着北面服装的人成了抢劫的目标。2010年初，韩国也出现了类似的趋势，穿着北面服装的儿童受到欺负或其北面服装被偷。